# یواس‌اس یونیکورن (اس‌اس-۴۳۶)
یواس‌اس یونیکورن (اس‌اس-۴۳۶) (به انگلیسی: USS Unicorn (SS-436)) یک زیردریایی بود که طول آن ۳۱۱ فوت ۸ اینچ (۹۵٫۰۰ متر) بود. این زیردریایی در سال ۱۹۴۶ ساخته شد.